# Kristoffer Gravgaard
Kristoffer Gravgaard (født 22. august 1977 i København) er en dansk journalist fra uddannelsen på RUC og ansvarshavende chefredaktør på Bornholms Tidende.
Kristoffer Gravgaard startede i journalistikkens verden ved at lancere Lokalavisen Kartoflen i København i 1995. I de følgende år blev han medstifter af De Forenede Lokalaviser I/S, som udgav/producerede Lokalavisen Kartoflen, Strandvejens Lokaltidende, Rundetaarn Avis og adresseavisen Rendestenen.
Inden Kristoffer Gravgaard i 2008 startede på Nyhedsbureauet Newspaq var han med til at lancere gratisavisen metroXpress, dagbladet Dagen', og arbejdede i tre år som multimedieredaktør på Ritzaus Bureau. I 2006 skiftede han til Nyhedsavisen. Her var han som redaktionschef med til at udvikle avisens redaktionelle koncept, avisens netavis og nyhedsbureau DNY.
Kristoffer Gravgaard har skrevet specialet "Rituel nyhedslæsning" om danskernes læsning af nyheder på internettet.